# آبگرم (رابر)
آبگرم روستایی در دهستان هنزا بخش هنزا شهرستان رابر استان کرمان ایران است.

## جمعیت
بر پایه سرشماری عمومی نفوس و مسکن در سال ۱۳۹۵ جمعیت این مکان ۱۲۳ نفر (۴۹خانوار) بوده‌است.